# Condado de Vermilion River
El condado de Vermilion River es un distrito municipal canadiense situado en la provincia de Alberta.

## Superficie
Vermilion River tiene una superficie de 5420,13 km².

## Demografía
En 2021, tenía 7994 habitantes, una densidad poblacional de 1,5 hab./km², y 3320 viviendas.